# Plecia imperialis
Plecia imperialis är en tvåvingeart som beskrevs av Ignaz Rudolph Schiner 1868. Plecia imperialis ingår i släktet Plecia och familjen hårmyggor.
Artens utbredningsområde är Colombia. Inga underarter finns listade i Catalogue of Life.